# Велика награда Сан Марина 2002.
Велика награда Сан Марина 2002. године је била трка у светском шампионату Формуле 1 2002. године која се одржала на аутомобилској стази „Енцо и Дино Ферари“ у Имоли, 14. априла 2002. године.
Победник је био Михаел Шумахер, другопласирани Рубенс Барикело, док је трку као трећепласирани завршио Ралф Шумахер.